# 追放者食堂へようこそ!
『追放者食堂へようこそ！』（ついほうしゃしょくどうへようこそ）は、君川優樹による日本のライトノベル。2018年10月22日より小説投稿サイト『小説家になろう』にて連載中。2019年6月からはオーバーラップノベルス（オーバーラップ）から書籍化されている。イラストはがおうが担当。2025年6月に発覚したがおうの不祥事により、イラストレーターの交代が予定されている。
メディアミックスとして、つむみによるコミカライズが『コミックガルド』（同社）にて2019年9月27日より連載中。また、テレビアニメが2025年7月よりAT-Xほかにて放送中。

## あらすじ
最強パーティー『銀翼の大隊』の料理番として活躍していた主人公デニスが、その卓越した実力と人望を隊長に妬まれ、理不尽に追放される。
居場所を失ったデニスが新たに選んだ道は、念願だった料理人として自分の食堂を開くこと。奴隷として売られていた少女アトリエを看板娘に迎え食堂を開店。デニスの作る至高の料理は瞬く間に評判となり、食堂は連日多くの冒険者たちで賑わう。
しかし、店を訪れる様々な事情を抱えたクセ者揃いの客たちがトラブルを持ち込む。お人好しなデニスは、持ち前の腕っぷしと、ダンジョン最深部まで通用するほど極められた料理スキルを駆使し、料理でお客の心と身体を癒やしながら、彼らが抱える問題を解決していく。
追放された最強料理人が、美味しい料理で人々を救う物語。

## 登場人物
デニス
声 - 武内駿輔
職業はLv.99の料理人。超一流冒険者パーティー『銀翼の大隊』のメンバーで、パーティメンバーを後衛で支えていたが、ウィゴーに疎まられて追放された。パーティー脱退を機に長年の夢であった自分の店『冒険者食堂』を構える。困っている人を放っておけない性格。

アトリエ
声 - 橘茉莉花
デニスの店の看板娘。奴隷として売られていたところをデニスに拾われた。口数が少なく無表情ではあるが、優しい心の持ち主。

ヘンリエッタ
声 - 鈴代紗弓
女性であることが理由でパーティーを追放された女剣士。冒険者食堂の第一号の客。『銀翼の大隊』副隊長にあこがれている。入れるパーティーを見つけられずにいるが、デニスの厚意に甘え、ツケで料理を食べさせてもらっている。
食堂では「ヴリトラカツ丼」が好物。

ビビア
声 - 伊瀬茉莉也
自意識過剰で慢心して周りを見下す傾向が強い美少年の魔法使い。得意魔法は『パーム(柔らかい手のひら)』。冒険者食堂の常連客。ダンジョンでゴブリンに襲われていたところをシンシアに助けられてから改心した。シンシアの墓参りを欠かさない。
食堂では「エビ炒飯」が好物。

シンシア
声 - 藤寺美徳
ビビアを助けた魔法使いの女の子。13年前にパーティメンバーとはぐれて行方不明になりそのまま亡くなっていた。

バチェル
声 - 松田颯水
関西弁に似た言葉遣いの苦労人の賢者。魔法学校も飛び級で卒業した優秀な少女。冒険者パーティー「夜の霧団」に入っていたが、過酷な労働に心が病み、身投げするところをヘンリエッタとビビアに助けられる。
食堂では「エビフライ定食」が好物。

ヴィゴー
声 - 鈴木崚汰
超一流冒険者パーティー『銀翼の大隊』隊長でLv.99の重剣士。デニスを疎みパーティーから追放した。

ケイティ
声 - 安済知佳
超一流冒険者パーティー『銀翼の大隊』副隊長の女剣士。二つ名は『真紅の速剣』。デニスを『銀翼の大隊』へ勧誘した人物。
デニスが作る「ハンバーグ」が好物。

ポニテ
声 - 島田愛野
ポニーテールの冒険者食堂の常連客。

ツインテ
声 - 関根明良
ツインテールの冒険者食堂の常連客。

ポルボ
声 - 下山吉光
変態と噂されている怪しい雑貨商。デニスが奴隷のアトリエをせり落とす際に競った相手で最終的にデニスに負ける。

ホッパー
声 - 上田燿司
冒険者パーティー「夜の霧団」の隊長。

## 既刊一覧

### 小説
- 君川優樹（著）・がおう（イラスト） 『追放者食堂へようこそ！』 オーバーラップ〈オーバーラップノベルス〉、既刊3巻（2020年6月25日現在）
  1. 『〜最強パーティーを追放された料理人（Lv.99）は、田舎で念願の冒険者食堂を開きます！〜』、2019年6月25日発売[5]、ISBN 978-4-86554-513-5
  2. 『〜追放メイドとイニシエの食卓〜』、2019年11月25日発売[6]、ISBN 978-4-86554-574-6
  3. 『〜追放姫とイツワリの王剣〜』、2020年6月25日発売[7]、ISBN 978-4-86554-682-8

### 漫画
- つむみ（漫画）・君川優樹（原作）・がおう（キャラクター原案） 『追放者食堂へようこそ！ 〜最強パーティーを追放された料理人は、冒険者食堂を開きます！〜』、オーバーラップ〈ガルドコミックス〉、既刊10巻（2025年7月25日現在）
  1. 2020年5月25日発売[8]、ISBN 978-4-86554-668-2
  2. 2020年9月25日発売[9]、ISBN 978-4-86554-750-4
  3. 2021年3月25日発売[10]、ISBN 978-4-86554-875-4
  4. 2021年9月25日発売[11]、ISBN 978-4-8240-0008-8
  5. 2022年4月25日発売[12]、ISBN 978-4-8240-0173-3
  6. 2022年12月25日発売[13]、ISBN 978-4-8240-0371-3
  7. 2023年9月25日発売[14]、ISBN 978-4-8240-0617-2
  8. 2024年6月25日発売[15]、ISBN 978-4-8240-0868-8
  9. 2025年3月25日発売[16]、ISBN 978-4-8240-1098-8
  10. 2025年7月25日発売[17]、ISBN 978-4-8240-1275-3

## テレビアニメ
2024年12月15日にテレビアニメ化が発表され、2025年7月よりAT-Xほかにて放送中。

### スタッフ
当初はキャラクター原案としてがおうがクレジットされていたが、2025年6月30日までに公式サイトから削除された。
- 原作 - 君川優樹[20]
- 原作コミック - つむみ[20]
- 監督 - 志村錠児[20]
- シリーズ構成 - 赤尾でこ[20]
- キャラクターデザイン - 大和葵[20]
- プロップデザイン - 大河しのぶ、東海林康和[20]
- 料理作監 - 大河しのぶ
- 美術監督 - 加藤賢司[20]
- 色彩設計 - 佐藤直[20]
- 撮影監督 - 佐藤敦[20]
- 編集 - 渡辺直樹[20]
- 音響監督 - 小沼則義[20]
- 音響効果 - 安藤由衣
- 音響制作 - ビットグルーヴプロモーション[20]
- 音楽 - 甲田雅人[20]
- 音楽制作 - デザインウェーブ
- 音楽プロデューサー - 大胡寛二
- チーフプロデューサー - 大胡寛二、原田直樹
- プロデューサー - 飯塚彩、大下達也、髙橋慎、大和田智之、高橋佑弥、金子広孝、中村暢、小澤文啓、吉田健人
- アニメーションプロデューサー - 吉岡大輔
- 制作 - オー・エル・エム Team Yoshioka[20]
- 製作 - 「追放者食堂へようこそ！」製作委員会

### 主題歌
「ユニーク」
Dannie May によるオープニングテーマ。作詞・作曲はマサ、編曲は田中タリラ。
「まごころ My Heart」 
超ときめき♡宣伝部によるエンディングテーマ。作詞はスノヒロ、作曲・編曲は三好啓太。

### 各話リスト
| 話数  | サブタイトル                       | 脚本     | 絵コンテ          | 演出     | 作画監督                                                              | 総作画監督                          | 初放送日      |
| ----- | ---------------------------------- | -------- | ----------------- | -------- | --------------------------------------------------------------------- | ----------------------------------- | ------------- |
| 第1話 | お前は自由だ                       | 赤尾でこ | 志村錠児 石井希美 | 石井希美 | 阿部祐里 山縣亜紀 土信田和幸                                          | 大和葵 河野仁美 大河しのぶ          | 2025年 7月3日 |
| 第2話 | めっちゃおいしいです！             | 赤尾でこ | 沼山栞由          | 沼山栞由 | 紫灯珈 熊井野乃 藤彩七 江島あかり 遠藤里蘭 高橋莉奈 とのはち 懸田扇子 | 大和葵 河野仁美 大河しのぶ          | 7月10日       |
| 第3話 | それが冒険者だ！                   | 伊福部崇 | 新田典生 永島昭子 | 新田典生 | 中山裕美 大野美葉                                                     | 大和葵 桑原麻衣 大河しのぶ          | 7月17日       |
| 第4話 | じゃあ、日替わり定食で             | 赤星政尚 | 秋山朋子          | 石井希美 | 木下雪映 土信田和幸                                                   | 大和葵 東海林康和 大河しのぶ        | 7月24日       |
| 第5話 | プロポーズなんて早すぎるだろ！     | 伊福部崇 | 新田典生 永島昭子 | 李起燮   | 黄有璿 鄭惠容                                                         | 大和葵 廣田茜 大河しのぶ            | 7月31日       |
| 第6話 | アトリエお嬢様お迎えに上がりました | 赤星政尚 | 渡邉佳奈子        | 沼山栞由 | 阿部祐里 山縣亜紀 岡田絵里香                                          | 大和葵 佐藤陵 桑原麻衣 大河しのぶ   | 8月7日        |
| 第7話 | 早く、良くなってね                 | 赤尾でこ | 新田典生 永島昭子 | 新田典生 | 中山裕美 大野美葉                                                     | 大和葵 東海林康和 廣田茜 大河しのぶ | 8月14日       |

### 放送局
| 放送期間       | 放送時間                     | 放送局    | 対象地域   | 備考                                            |
| -------------- | ---------------------------- | --------- | ---------- | ----------------------------------------------- |
| 2025年7月3日 - | 木曜 22:00 - 22:30           | AT-X      | 日本全域   | 製作参加 / CS放送 / 字幕放送 / リピート放送あり |
| 2025年7月4日 - | 金曜 0:00 - 0:30（木曜深夜） | TOKYO MX  | 東京都     | 製作参加                                        |
|                | 金曜 0:30 - 1:00（木曜深夜） | BS11      | 日本全域   | 製作参加 / BS放送 / 『ANIME+』枠                |
|                | 金曜 2:08 - 2:38（木曜深夜） | CBCテレビ | 中京広域圏 | 製作参加 / 『アガルアニメ Type-C』枠            |

| 配信開始日   | 配信時間                | 配信サイト | 備考           |
| ------------ | ----------------------- | --- | -------------- |
| 2025年7月3日 | 木曜 22:30 更新         | アニメタイムズ Lemino dアニメストア | 見放題最速配信 |
| 2025年7月6日 | 日曜 22:30 以降順次更新 | Hulu ニコニコチャンネル ニコニコ生放送 U-NEXT アニメ放題 DMM TV AnimeFesta ABEMA Prime Video バンダイチャンネル FOD J:COM STREAM TELASA milplus | 見放題配信     |
|              |                         | Rakuten TV ニコニコチャンネル HAPPY!動画 バンダイチャンネル J:COM STREAM TELASA milplus                                                         | レンタル配信   |
| -            | 最終話放送後に順次更新  | カンテレドーガ music.jp ビデオマーケット MOVIE FULL+                                                                                            | レンタル配信   |

### BD
| 巻 | 発売日            | 収録話         | 規格品番     |
| -- | ----------------- | -------------- | ------------ |
| 1  | 2025年9月24日予定 | 第1話 - 第6話  | EYXA-14796/B |
| 2  | 2025年11月5日予定 | 第7話 - 第12話 | EYXA-14797/B |